# گنتس ایبرو
گنتس ایبرو (آلبانیایی: Genc Ibro؛ زادهٔ ۷ ژوئیهٔ ۱۹۶۷) بازیکن فوتبال اهل آلبانی بود.
از باشگاه‌هایی که در آن بازی کرده‌است می‌توان به باشگاه فوتبال دینامو تیرانا اشاره کرد.
وی همچنین در تیم ملی فوتبال آلبانی بازی کرده‌است.